# US Bank Centre
Le US Bank Center est un gratte-ciel de bureaux de 177 mètres de hauteur construit à Seattle aux États-Unis dans l'État de Washington de 1987 à 1989. La surface de plancher de l'immeuble  est de 288 973 m2 ce qui est considérable pour un gratte-ciel. L'immeuble est la propriété du groupe canadien Bentall.
En avril 2024 c'était l'un des dix plus haut gratte-ciel de l'agglomération de Seattle.
L'architecte est l'agence Callison Architecture pour qui le US Bank Centre est la réussite en matière de gratte-ciel de bureaux dont l'agence est la plus fière.